# دانيلا ألين
دانيلا ألين (بالإنجليزية: Danielle Allen) هي عالمة سياسية أمريكية من مواليد عام 1971. وتعمل كأستاذة بجامعة جيمس براينت كونانت ومديرة مركز إدموند جيه سافرا لأخلاقيات العلوم في جامعة هارفارد. قبل انضمامها إلى هيئة التدريس في جامعة هارفارد في عام 2015، كانت ألين أستاذًا لمعهد UPS في معهد الدراسات المتقدمة في برينستون بولاية نيو جيرسي. وعملت منذ 1 يناير 2017كأستاذة بجامعة جيمس براينت كونانت، وهو أعلى تكريم لهيئة التدريس بجامعة هارفارد.

## حياتها التعليمية والمهنية
تخرجت دانيلا من جامعة برينستون بدرجة البكالوريوس في الكلاسيكيات الأمريكية في عام 1993. وبصفتها باحثة متقدمة، ذهبت للحصول على الماجستير في عام 1994 ودرجة الدكتوراه في الكلاسيكيات الأمريكية عام 1996 من كلية كينغز بجامعة كامبريدج. ثم استكملت الدراسات العليا في جامعة هارفارد، وحصلت على شهادة الماجستير في عام 1998 وعلى درجة الدكتوراه في عام 2001. في الفترة من 1997 إلى 2007، عملت في هيئة التدريس في جامعة شيكاغو، حيث ارتقت من خلال الرتب الأكاديمية لتصبح أستاذًا في كل من العلوم الكلاسيكية والعلوم السياسية، بالإضافة إلى كونها عضوًا في لجنة الفكر الاجتماعيز وشغلت منصب عميد شعبة العلوم الإنسانية في الفترة من عام 2004 إلى 2007. نظمت ندوة: التعليم، والمدارس والدولة مع روب رايش.
وعملت أمينة سابقة لكلية أمهرست وحصلت على تكريم جائزة بوليتزر. قضت السنوات الثماني التالية كأستاذة لمؤسسة UPS في معهد الدراسات المتقدمة في برينستون، قبل أن تلتحق بكلية هارفارد وتصبح مديرة لمركز سافرا في عام 2015.
وقد اعتُرف بمساهماتها العلمية على نطاق واسع. حصلت على زمالة مؤسسة ماك آرثر في عام 2001، تقديرًا لعملها «الاهتمام المتألق للكلاسيكية للنصوص واللغة مع مشاركة المنظر السياسي المتطور والمستنير». كما حصلت على عضوية الأكاديمية الأمريكية للفنون والعلوم والجمعية الفلسفية الأمريكية، وترأّست مجلس أمناء مؤسسة ميلون، ومجلس جائزة بوليتزر، وعملت كأمينة لكل من كلية أمهرست وجامعة برينستون.
بالإضافة إلى تعليمها ومنحتها الدراسية، أصبحت دانيلا مواطنة جامعية متكاملة منذ عودتها إلى جامعة هارفارد. عملت كرئيسة مشاركة لقوة العمل المُعيّنة حديثًا على مستوى الجامعة حول الدمج والانتماء، وحصلت على عضوية كل من مجلس كلية الآداب والعلوم واللجنة الاستشارية للجامعة المعنية بالدرجات الفخرية. وقد تم الاعتراف بها أيضًا لتدريسها المتميز، حيث حصلت على تقييمات عالية من طلاب جامعة هارفارد، وحصلت على جائزة كانتريل للتميز في التعليم الجامعي بجامعة شيكاغو.
نشرت دانيلا في صحيفة النيويوركر كتابًا بعنوان «حياة إحصاء الجنوب الأوسط» في عددها الصادر في 24 يوليو 2017.

## الجوائز والتكريمات
- 1993 درجة باحث مارشال
- 2001 جائزة كوانتريل للتميز[16]
- 2002 برنامج زملاء مكارثر
- 2009 زميل الأكاديمية الأمريكية للفنون والعلوم[5]
- 2016 أستاذ بجامعة جيمس براينت كونانت[9]

## روابط خارجية
- Allen مرات الظهور على سي-سبان
- "An interview with Danielle S. Allen", University of Chicago Press, 2004. About Talking to Strangers.
- Mosk, Matthew, "An Attack That Came Out of the Ether", The Washington Post, June 28, 2008
- American Denial, PBS Independent Lens, broadcast February 22, 2015. Featured interview.